# Население на Науру
Населението на Науру през 2009 г. е 14 019 души.

## Естествен прираст
Естественият прираст през 2006 година е 18,1 ‰.

## Етнически състав
- 58 % – науру
- 26 % – други тихоокеански островитяни
- 8 % – китайци
- 8 % – европейци

## Език
Официални езици в Науру са науруански и английски.

## Религия
Основните изповядващи религии в страната са: християнство - 78 %, будизъм - 11 % и бахайство – 9 %.